# سایاکا هیرانو
سایاکا هیرانو (انگلیسی: Sayaka Hirano؛ زادهٔ ۲۴ مارس ۱۹۸۵) یک بازیکن تنیس روی میز اهل ژاپن است. 
وی در مسابقات کشوری و بین‌المللی در مجموع برنده ۲ مدال نقره، ۴ مدال برنز شده‌است.